# Liste des seigneurs de Montluel

Blason de la seigneurie de Montluel : Parti d'azur et de sable, à la croix tréflée d’argent brochant sur la partition.

La liste des seigneurs de Montluel présente la liste des seigneurs de la seigneurie de Montluel, aujourd'hui commune située dans le département de l'Ain.

## Liste des seigneurs
1. Humbert Ier de Montluel (vers 1080), fondateur du prieuré de l'ordre de Saint-Ruf de La Boisse[a 1]. Probable grand-père du suivant Pierre de Montluel[1].
2. Pierre de Montluel (vers 1173), adjoint la seigneurie de Montanay à la seigneurie de Montluel[a 1]. Père d'Humbert II[1].
3. Humbert II de Montluel (1195 - 1236)[b 1]. Père de Pierre de Montluel, de Marguerite, d’Élisabeth, de Marthe et d'Alix[1].
4. Pierre de Montluel (vers 1243), père d'Humbert III et d'Étienne (mort en 1268) archidiacre de Vienne[1].
5. Humbert IV de Montluel (vers 1289), arrière petit-fils d'Humbert II de Montluel, marié à Alix de la Tour (dame de Vergieu, fille d'Albert de la Tour et de Béatrix de Coligny), initiateur de la construction de la (nouvelle) chapelle Saint-Barthélémy de Montluel près du château de Montluel[a 1],[b 1]. Père de Guy de Montluel, de Béatrix (abbesse) et de Catherine[1].
6. Guy de Montluel (vers 1300), seigneur de Montluel et de Coligny-le-Vieux. Il épouse Marguerite de Coligny, dame de Coligny-le-Vieux (fille et héritière de Guillaume III) en 1280[1]. Père de Jean de Montluel, de Marguerite, de Jeannette et d'Alix[1].
7. Jean de Montluel (vers 1324). Sans descendance, il lègue en 1326, tous ses biens à Henri Dauphin, évêque de Metz (de 1316 à 1325), pour son neveu le dauphin Guigues VIII[1]. En effet, Henri Dauphin était devenu régent du Dauphiné du Viennois au nom de son neveu, en 1318.

## À partir de 1326
La seigneurie se retrouve sous domination Dauphinoise dès février 1326, ceci jusqu'en 1343 et la vente de la seigneurie aux Capétiens-Valois. Le traité de Paris de 1355 donne Montluel à Amédée VI de Savoie et fait ainsi de la seigneurie une place forte frontalière des États de Savoie.

## Branche de Châtillon
Une autre branche des seigneurs de Montluel, la branche de Châtillon, a été en possession des territoires de Châtillon, ancienne capitale de la Chautagne, et actuel hameau de Chindrieux, autour d'un château, le château de Châtillon.